# Ewa Kamińska-Eichler
Ewa Urszula Kamińska-Eichler (ur. 17 maja 1953 w Elblągu) – polska kajakarka, olimpijka.

## Kariera sportowa
Przez całą karierę sportową była związana ze Stoczniowcem Gdańsk. W latach 1975–1984 zdobyła 20 tytułów mistrza Polski.
Dwukrotnie wystąpiła na igrzyskach olimpijskich. W 1976 Montrealu startując w konkurencji kajaków jedynek na dystansie 500 m, zajęła 4. miejsce w finale. W 1980 Moskwie zajęła 5. miejsce w finale kajaków jedynek na dystansie 500 m oraz 7. miejsce w finale kajaków dwójek na dystansie 500 m (w parze z Ewą Wojtaszek-Wisła).
8-krotnie wystąpiła na mistrzostwach świata, najlepsze miejsca – dwukrotnie czwarte zajmując w 1975 w Belgradzie. Dwudziestokrotna mistrzyni Polski